# Marathon van Amsterdam 2007

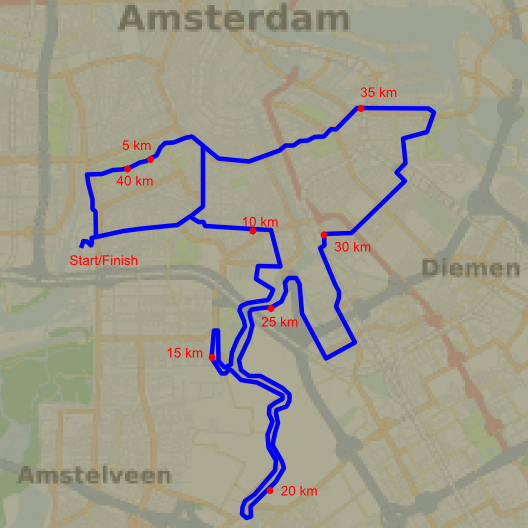
Parcours 42 km

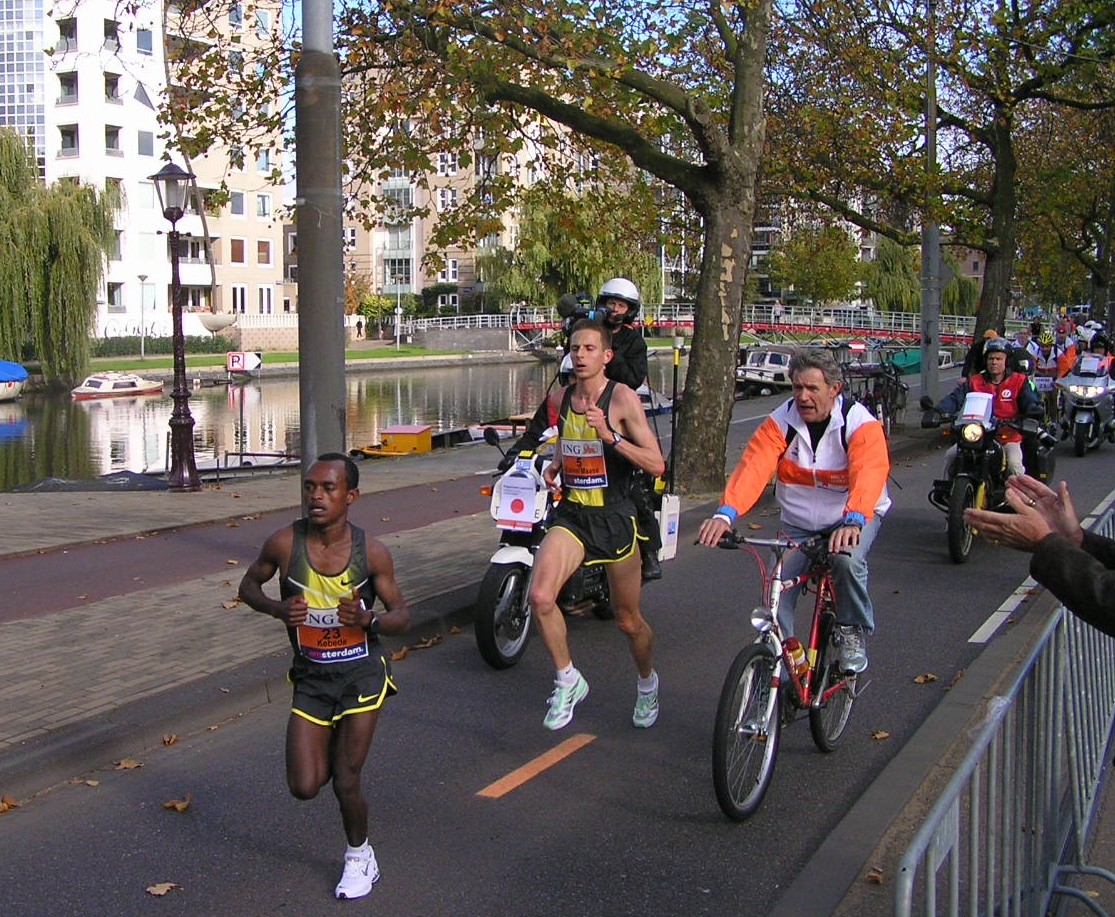
Kamiel Maase

De ING Amsterdam Marathon 2007 vond plaats op zondag 21 oktober 2007 in Amsterdam. De inschrijvingslimiet bedroeg dit jaar 11.500 marathonlopers, 10.000 halve marathonlopers en 3500 Echo 5 km-lopers.
Het parcours van de 32e editie leidde de deelnemers vlak langs de binnenstad van Amsterdam, het Olympisch Stadion, het Rijksmuseum en de Amstel.
De Keniaanse atleet Emmanuel Mutai won deze editie met een tijd van 2:06.29. Kamiel Maase was de eerste Nederlander met een tijd van 2:08.21, een Nederlands record. Hiermee plaatste hij zich tevens voor de Olympische Spelen van 2008 in Peking. Bij de vrouwen was de Keniaanse Magdaline Chemjor het snelst in 2:28.16. De Nederlandse Hilda Kibet werd tijdens haar debuut zesde in 2:32.09.
In totaal schreven ruim 24.000 mensen zich in voor deze editie van de marathon van Amsterdam. Hiermee werd het record van 22.500 uit 2006 verbroken. Ruim 16.000 lopers zijn op komen dagen.

## Onderdelen
| Afstand        | Deelnemerslimiet (lopers) | Tijdslimiet |
| -------------- | ------------------------- | ----------- |
| Jeugdloop      |                           | 25 min      |
| Echo 5 km      | 3.500                     | 40 min      |
| halve marathon | 10.000                    | 3 uur       |
| marathon       | 11.500                    | 6 uur       |

## Uitslagen

### Mannen
| rang   | naam                 | land | tijd    |
| ------ | -------------------- | ---- | ------- |
| Goud   | Emmanuel Mutai       | KEN  | 2:06.29 |
| Zilver | Richard Limo         | KEN  | 2:06.45 |
| Brons  | James Rotich         | KEN  | 2:07.12 |
| 4      | Paul Kiprop Kirui    | KEN  | 2:07.12 |
| 5      | Yonas Kifle          | ERI  | 2:07.32 |
| 6      | Jason Mbote          | KEN  | 2:07.51 |
| 7      | Shadrack Kiplagat    | KEN  | 2:07.53 |
| 8      | Tsegay Kebede        | ETH  | 2:08.16 |
| 9      | Kamiel Maase         | NED  | 2:08.21 |
| 10     | Paul Malakwen Kosgei | KEN  | 2:09.31 |
| 11     | Francis Kiprop       | KEN  | 2:09.47 |
| 12     | Thomson Cherogony    | KEN  | 2:11.09 |
| 13     | Gidey Amaha          | ETH  | 2:12.58 |
| 14     | Koen Raymaekers      | NED  | 2:13.00 |
| 15     | Terefe Yae           | ETH  | 2:13.40 |
| 16     | Lucho Seme           | ETH  | 2:14.25 |
| 17     | Mikolay Rudik        | UKR  | 2:14.51 |
| 18     | Adugna Hunde         | ETH  | 2:14.56 |
| 19     | Dereje Tesfaye       | ETH  | 2:16.11 |
| 20     | Tesfayohannes Mesfen | ERI  | 2:16.13 |

### Vrouwen
| rang   | naam               | land | tijd    |
| ------ | ------------------ | ---- | ------- |
| Goud   | Magdaline Chemjor  | KEN  | 2:28.16 |
| Zilver | Dorota Gruca       | POL  | 2:30.10 |
| Brons  | Ayelech Worku      | ETH  | 2:30.15 |
| 4      | Shiru Deriba       | ETH  | 2:30.30 |
| 5      | Liza Hunter-Galvan | NZL  | 2:30.40 |
| 6      | Hilda Kibet        | NED  | 2:32.09 |
| 7      | Marta Markos       | ETH  | 2:32.28 |
| 8      | Holly May          | GBR  | 2:38.54 |
| 9      | Debbie Coslett     | GBR  | 2:47.50 |
| 10     | Claartje Maase     | NED  | 2:50.50 |

1975 ·
1976 ·
1977 ·
1978 ·
1979 ·
1980 ·
1981 ·
1982 ·
1983 ·
1984 ·
1985 ·
1986 ·
1987 ·
1988 ·
1989 ·
1990 ·
1991 ·
1992 ·
1993 ·
1994 ·
1995 ·
1996 ·
1997 ·
1998 ·
1999 ·
2000 ·
2001 ·
2002 ·
2003 ·
2004 ·
2005 ·
2006 ·
2007 ·
2008 ·
2009 ·
2010 ·
2011 ·
2012 ·
2013 ·
2014 ·
2015 ·
2016 ·
2017 ·
2018 ·
2019 ·
2020 ·
2021 ·
2022 ·
2023 ·
2024 ·
2025